# Robbie McIntosh (Gitarrist)

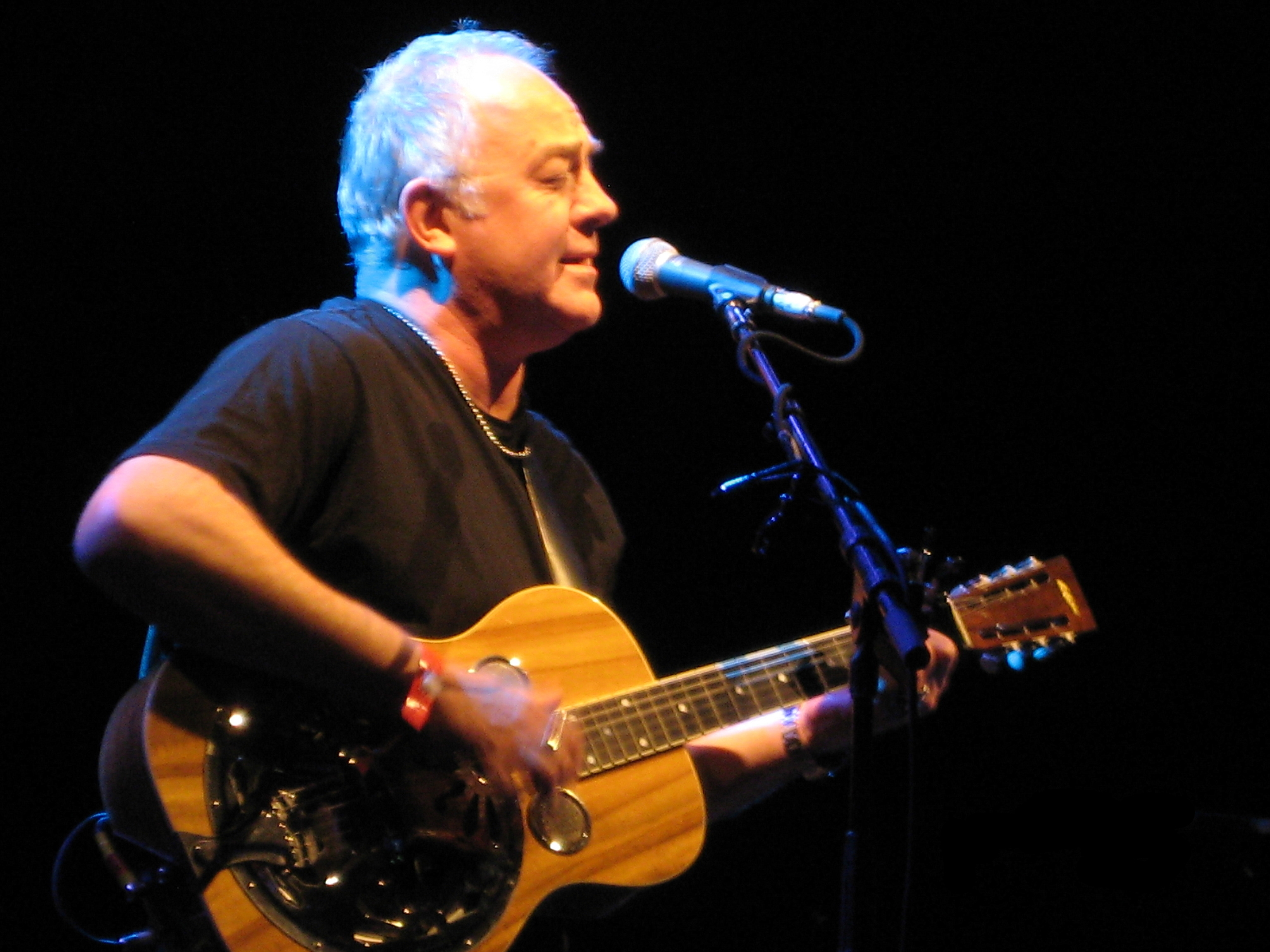
Robbie McIntosh, 2009

Robbie McIntosh (* 25. Oktober 1957 in Sutton (ehemals Surrey jetzt London)) ist ein britischer Rockgitarrist, der vor allem durch seine Arbeit mit The Pretenders bekannt wurde.

## Leben
Bereits mit 10 Jahren begann er auf der Gitarre die jeweiligen Parts von verschiedenen Rockaufnahmen nachzuspielen, und mit 13 Jahren bekam er Unterricht für klassische Gitarre. Viele der Bands, die er damals hörte, beeinflussten später seine Spielweise, darunter die Band The Beatles, The Rolling Stones, The Kinks und The Jimi Hendrix Experience. Dank seines Vaters bekam er außerdem Jazz zu hören, zum Beispiel Django Reinhardt.
Nach seiner ersten Band, 70 % Proof, schloss er sich 1977 den Foster Brothers an, bis zu deren Trennung ein Jahr später. Danach arbeitete er zunächst als Lastwagenfahrer und kehrte der Musik den Rücken. Einige Monate später erhielt er ein Angebot von Chris Thompson, die Leadgitarre in einer Band namens Filthy McNasty zu spielen. Er sagte zu und zog mit der Band im November 1978 nach Los Angeles, um Richard Perry bei einigen Studio-Aufnahmen zu helfen. Nach einer Umbenennung in Night tourte die Band 1979 mit den Doobie Brothers. In dieser Zeit lernte McIntosh auch den Pretenders-Gitarrist James Honeyman-Scott kennen.
Im Jahr 1980 trennte sich Night, und McIntosh gründete mit Thompson die Band Chris Thompson & The Islands. Da der Band kein Erfolg vergönnt war, verabschiedete sich McIntosh Ende 1981. Wenige Zeit später gründete er eine neue Band: Dean Martin’s Dog. Die Band spielte größtenteils in Pubs und hatte keinen nennenswerten Erfolg.
1982 bot Honeyman-Scott McIntosh dann einen Platz bei den Pretenders an, zunächst nur als Studiomusiker. Noch im Juni desselben Jahres starb Honeyman-Scott den Drogentod, und McIntosh wurde Ende 1982 Mitglied der Pretenders. Er ist auf zwei ihrer Alben zu hören (Learning to Crawl und Get Close). Im September 1987 verließ er die Pretenders.
1988 arbeitete McIntosh vor allem als Session-Musiker. Dabei lernte er auch Paul McCartney kennen, dessen Begleitband er kurze Zeit später beitrat. Bis 1993 spielte er auf zwei Welttourneen, zwei Studio- und drei Live-Alben McCartneys sowie auf Linda McCartneys Solowerk Wide Prairie. 1992 war er auch bei den Videoaufnahmen zu Hope of Deliverance von Paul McCartney beteiligt.
Danach betätigte er sich zunächst wieder als Session-Musiker, bis er 1998 eine eigene Band formierte. Zusammen mit Paul Beavis, Pino Palladino, Mark Feltham und Melvin Duffy entstand so die Robbie McIntosh Band und ihr Debütalbum Emotional Bends.
Bereits einige Zeit früher hatte er auf Anraten von Douglas Adams verschiedene Instrumental-Stücke aufgenommen, die er komponiert hatte, um zu Hause einfach mal ein bisschen Gitarre zu spielen. Diese Stücke sind auf dem Album Unsung zu hören. Im Juni 2001 wurde ein weiteres Album der Robbie McIntosh Band namens Wide Screen veröffentlicht.
In den Jahren 2004 und 2005 war Robbie McIntosh Mitglied der Norah-Jones-Band, bevor er ab 2006 mit dem Sänger/Songwriter John Mayer tourte und mit diesem zusammen die EP The Village Sessions einspielte. Des Weiteren ist er als Sessionmusiker für verschiedene Künstler aktiv.
Robbie McIntosh hat vier Kinder und lebt mit seiner Frau in Dorset.